# Émeute de Rauchfangswerder

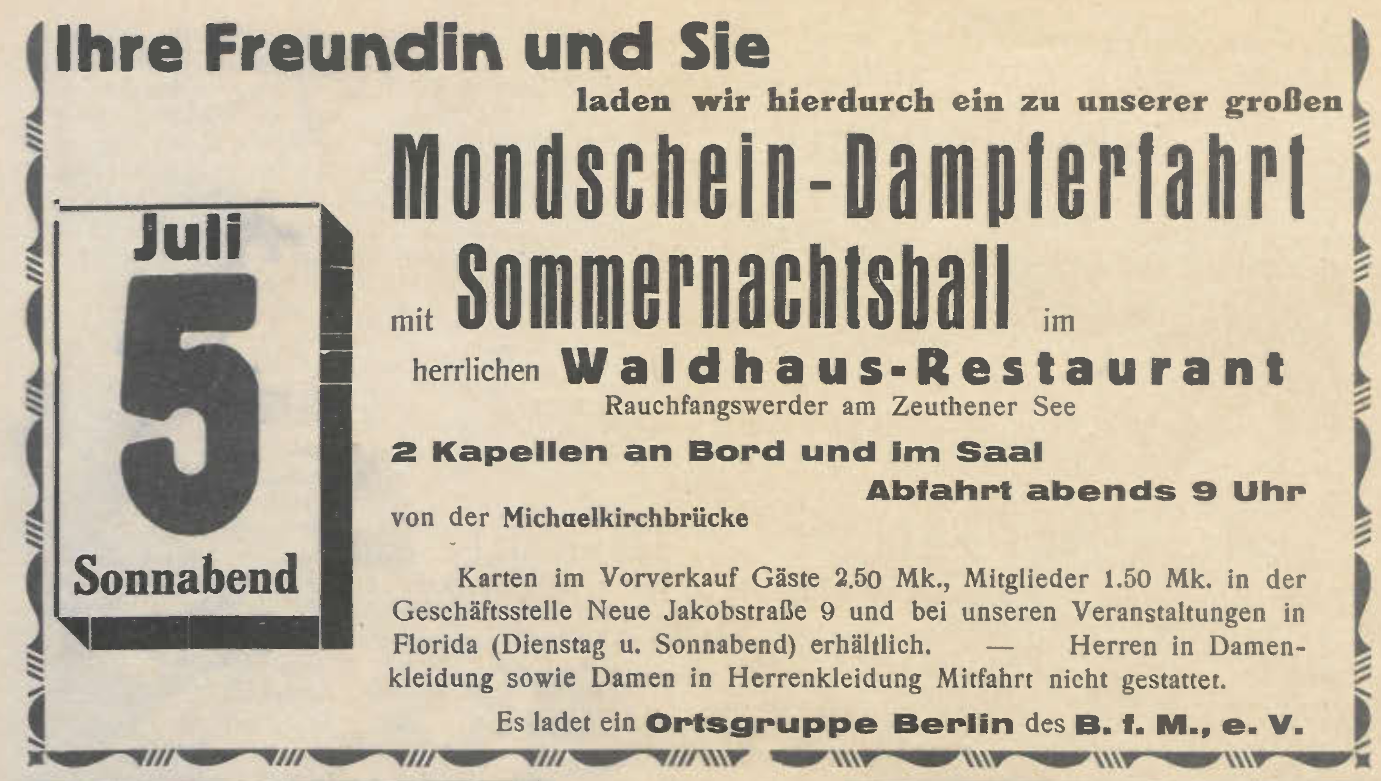
Invitation à la soirée de divertissement organisée le 5 juillet 1930 au restaurant Waldhaus par le Bund für Menschenrecht. Diffusée dans le magazine lesbien Die Freundin (6e année, n° 26 et 27), le 25 juin et le 2 juillet 1930.

L'émeute de Rauchfangswerder est une altercation opposant un groupe de militants gay du Bund für Menschenrecht en villégiature et des policiers en civil, au restaurant Waldhaus sur la presqu'île berlinoise de Rauchfangswerder, le 5-6 juillet 1930. Il s'agit d'un des premiers cas recensés de résistance LGBT à du harcèlement policier.

## Evénements
Le 5 juillet 1930, deux groupes de vacanciers ont réservé leur séjour à l'établissement Waldhaus, sur la presqu'île de Rauchfangswerder : un groupe de 150 policiers avec leurs familles (le plus haut gradé semble avoir été le major Sander) et un groupe d'homosexuels et de lesbiennes du Bund für Menschenrecht. Les policiers arrivent vers 20h et apprennent qu'ils ne disposent que de la petite salle. Lorsque le ferry des membres du BfM arrivent, les policiers leur font une haie d'honneur et les insultent. S'ensuit de la violence. L'hôte, Fritz Krause, appelle la police locale, mais lorsqu'elle intervient chaque groupe a réintégré sa salle.
Vers 3h du matin, le ferry des policiers quitte l'île ; mais revient aussitôt. Selon les policiers, ils font demi-tour parce qu'ils avaient oublié des baigneurs et craignaient que les membres du BfM ne les agressent ; selon les membres du BfM, ils ont vu des hommes gays se promener sur le rivage et ont décidé de les agresser. Avec 20 policiers, dont le major Sander, descendus du ferry, les hostilités reprennent. La vaisselle du restaurant est brisée, l'hôtesse étranglée. Le policier local, du nom d'Heiderich, appelle l'escouade policière la plus proche, et ceux-ci mettent fin à la rixe. Le ferry ramène les membres du BfM chez eux vers 4h du matin.

## Réactions médiatiques
La presse couvre largement l'émeute, interviewant l'hôtesse et le major Sander. Celui-ci affirme que la violence policière a été provoquée par la présence, parmi les homosexuels, de « professionnels » (prostitués) et de travestis. Friedrich Radszuweit, président du BfM, répond dans le magazine lesbien Die Freundin le 30 juillet 1930, affirmant qu'il n'y avait pas de prostitué parmi les membres du BfM et un seul travesti, du nom de Gerda von Zobeltitz, qui vivait en femme depuis des années et avait même reçu une attestation à cet effet de la part du Polizeipräsidium de Berlin.

## Suite légale
L'hôtesse de l'établissement Walhaus ainsi que le BfM portent plainte et intentent des actions en dommages et intérêts. Le verdict est rendu en 1934 et conclue à la légitime défense en faveur des policiers en civil. 

## Littérature
L'émeute de Rauchfangswerder a été principalement étudiée par Jens Dobler, qui emploie l'expression « Rauchfangswerder was a riot », calquée sur le slogan « Stonewall was a riot » pour établir que la résistance gay et trans au harcèlement policier est bien antérieure à 1969 : 
- Dobler, Jens, éd. Verzaubert in Nord-Ost: die Geschichte der Berliner Lesben und Schwulen in Prenzlauer Berg, Pankow und Weißensee, Berlin, 2009, p. 75 ;
- Dobler, Jens. Polizei und Homosexuelle in der Weimarer Republik: zur Konstruktion des Sündenbabels, Berlin, 2020, chapitre « Rauchfangswerder was a riot », p. 99-102.